# Ромео Колліна
Ромео Колліна (італ. Romeo Collina, 7 червня 1953) — італійський ватерполіст.
Учасник Олімпійських Ігор 1980, 1984 років.
Чемпіон світу з водних видів спорту 1978 року.
Бронзовий призер Чемпіонату Європи з водного поло 1977 року.
Срібний призер Середземноморських ігор 1979 року, бронзовий призер 1983 року.